# نومن نسیو
نومن نسیو (انگلیسی: Nomen nescio)، به اختصار N.N. برای نشان دادن شخص ناشناس یا بی‌نام استفاده می‌شود. از نام لاتین - «نام» و nescio - «نمی‌دانم»، در لغت به معنای نام را نمی‌دانم است. نام عمومی Numerius Negidius که در زمان رومیان استفاده می‌شد تا حدی به این دلیل انتخاب شد که حروف اول را با این عبارت مشترک بود.